# Orange County Blue Star
L'Orange County Blue Star è stata una società calcistica statunitense fondata nel 1997. Il club militava nella Premier Development League (PDL) e giocava le gare interne di campionato nello stadio della Concordia University di Irvine (California), a poco più di 60 km da Los Angeles.

## Storia

### Nella A-League
Fondato nel 1997, il club originariamente era noto come Orange County Zodiac ed era membro della A-League (oggi chiamata USL First Division). Al termine della prima stagione, gli Zodiac conclusero la regular season al quinto posto in classifica. Anche nelle due stagioni successive i risultati non furono eccezionali, e solo nel 1999 gli Zodiac riuscirono ad accedere ai play-off, in cui vennero eliminati negli ottavi di finale dai Seattle Sounders. Prima dell'inizio della stagione 2000, il team cambiò il nome in Orange County Waves; i risultati in campionato furono però disastrosi e i Waves conclusero la stagione regolare all'ultimo posto della Pacific Conference.

### Nella PDL
Nel 2001 la società decise di scendere di categoria, iscrivendosi alla PDL e cambiando nuovamente nome alla squadra: fecero così la loro comparsa nel calcio americano gli Orange County Blue Star. La prima stagione nel nuovo campionato vide i Blue Star vincere la regular season. Nei playoff i californiani vennero sconfitti in semifinale dai Calgary Storm.
Il 2002 fu invece una stagione frustrante, infatti gli Orange County conclusero il campionato al terzo posto, mancando di poco l'accesso ai playoff. Nel 2003 le cose migliorarono: i Blue Star arrivarono secondi in classifica alle spalle dei Fresno Fuego. Nei playoff i Blue Star sfiorarono l'impresa, arrivando alle semifinali nazionali in cui vennero battuti per 3-1 dai Chicago Fire Reserves. Nel 2003 gli Orange County schierarono in campo per otto partite un calciatore tedesco di nome Jay Goppingen. Goppingen era in realtà lo pseudonimo del notissimo attaccante Jürgen Klinsmann che, trasferitosi in California al termine della sua carriera professionistica in Europa, aveva deciso di giocare ancora un po' a calcio per puro divertimento. Klinsmann-Goppingen segnò cinque reti con il team californiano.
Nel 2004 i Blue Star vinsero di nuovo la regular season, perdendo solo tre gare in tutto il campionato. Nei playoff ebbero la meglio dello Spokane Shadow, ma si dovettero arrendere di fronte ai Fresno Fuego, che avevano chiuso la stagione regolare al secondo posto.
Il 2005 è l'anno di maggior successo per gli OC: vinsero per il secondo anno consecutivo la regular season, staccando i secondi classificati (i Southern California Seahorses) di ben 11 punti. La rosa del 2005 includeva diversi giocatori che finirono poi per giocare nella Major League Soccer e nella nazionale statunitense. Nei playoff i Blue Star eliminarono il Fresno Fuego e i Cascade Surge, e vennero sconfitti nelle semifinali nazionali dai Des Moines Menace, che vinsero poi la PDL. Nel 2005 gli Orange County presero parte anche alla US Open Cup per la prima volta nella loro storia, ma uscirono al primo turno per mano degli El Paso Patriots. Ad ogni modo il 2005 fu un'annata eccezionale: i Blue Star vinsero quindici gare su sedici nella regular season, chiudendo con una differenza reti di +39.
Nel 2006 gli OC arrivarono secondi in campionato alle spalle del Southern California Seahorses. Nei playoff ebbero la meglio sull'Abbotsford Rangers e sul BYU Cougars. Per la terza volta nella loro storia, i Blue Star arrivarono alle semifinali nazionali, ma la loro cavalcata verso il titolo venne stoppata stavolta dai Michigan Bucks.
La stagione 2007 fu un disastro: gli Orange County vinsero appena tre gare in campionato, finendo all'ultimo posto in classifica. Il club terminò la propria attività nel 2012.

## Risultato anno per anno
| Anno  | Divisione | League         | Reg. Season  | Playoff                        | Open Cup        |
| ----- | --------- | -------------- | ------------ | ------------------------------ | --------------- |
| 1997* | 2         | USISL A-League | 5° Pacific   | Non qualificato                | Non qualificato |
| 1998* | 2         | USISL A-League | 3° Pacific   | Non qualificato                | 3º turno        |
| 1999* | 2         | USL A-League   | 4° Pacific   | Quarti di finale di Conference | 2º turno        |
| 2000* | 2         | USL A-League   | 6° Pacific   | Non qualificato                | Non qualificato |
| 2001  | 4         | USL PDL        | 1° Southwest | Semifinale di Conference       | Non qualificato |
| 2002  | 4         | USL PDL        | 3° Southwest | Non qualificato                | Non qualificato |
| 2003  | 4         | USL PDL        | 2° Southwest | Semifinale                     | Non qualificato |
| 2004  | 4         | USL PDL        | 1° Southwest | Finale di Conference           | Non qualificato |
| 2005  | 4         | USL PDL        | 1° Southwest | Semifinale                     | 1º turno        |
| 2006  | 4         | USL PDL        | 2° Southwest | Semifinale                     | Non qualificato |
| 2007  | 4         | USL PDL        | 9° Southwest | Non qualificato                | Non qualificato |
| 2008  | 4         | USL PDL        | 8° Southwest | Non qualificato                | Non qualificato |
| 2009  | 4         | USL PDL        | 8° Southwest | Non qualificato                | 1º turno        |
| 2010  | 4         | USL PDL        | 3° Southwest | Non qualificato                | Non qualificato |

## Rosa 2010
| N. |                        | Ruolo | Calciatore       |
| -- | ---------------------- | ----- | ---------------- |
| 1  | Stati Uniti (bandiera) | P     | Patrick McLain   |
| 2  | Stati Uniti (bandiera) | A     | David Ponce      |
| 3  | Stati Uniti (bandiera) | D     | Corey Attaway    |
| 4  | Stati Uniti (bandiera) | D     | James Turner     |
| 5  | Stati Uniti (bandiera) | D     | Joel Smith       |
| 6  | Stati Uniti (bandiera) | A     | Cameron Walters  |
| 7  | Stati Uniti (bandiera) | D     | Fernando Monge   |
| 8  | Stati Uniti (bandiera) | D     | Wes Feighner     |
| 9  | Messico (bandiera)     | C     | Oscar Aguero     |
| 10 | Stati Uniti (bandiera) | C     | Kevin Venegas    |
| 11 | Messico (bandiera)     | C     | Jose Gomez       |
| 13 | Stati Uniti (bandiera) | D     | William Lopez    |
| 14 | Stati Uniti (bandiera) | C     | Amani Walker     |
| 15 | Stati Uniti (bandiera) | D     | Wes Culver       |
| 16 | Stati Uniti (bandiera) | C     | Stefan Vaziri    |
| 17 | Stati Uniti (bandiera) | C     | Chandler Hoffman |
| 18 | Stati Uniti (bandiera) | D     | Shaun Culver     |
| 19 | Stati Uniti (bandiera) | C     | Jonathan Prieto  |
| 20 | Stati Uniti (bandiera) | A     | Cito Soriano     |
| 21 | Stati Uniti (bandiera) | A     | Celso Alvarez    |
| 22 | Stati Uniti (bandiera) | C     | Gray Bailey      |

| N. |                        | Ruolo | Calciatore          |
| -- | ---------------------- | ----- | ------------------- |
| 23 | Stati Uniti (bandiera) | D     | Brent Hellesen      |
| 24 | Stati Uniti (bandiera) | C     | Richard Wimsatt     |
| 25 | Stati Uniti (bandiera) | C     | Adrian Avila        |
| 26 | Stati Uniti (bandiera) | C     | Kovi Konowiecki     |
| 28 | Stati Uniti (bandiera) | P     | Mike Oseguera       |
| 29 | Stati Uniti (bandiera) | A     | Michael Erush       |
| 30 | Guam (bandiera)        | D     | Joshua Andrew Borja |
| 74 | Giappone (bandiera)    | C     | Ichiro Kobayashi    |
|    | Messico (bandiera)     | C     | Rene Anguiano       |
|    | Stati Uniti (bandiera) | D     | Steve Birnbaum      |
|    | Stati Uniti (bandiera) | C     | Bryan Burke         |
|    | Stati Uniti (bandiera) | C     | Gershom Byass       |
|    | Stati Uniti (bandiera) | D     | Connor Drechsler    |
|    | Stati Uniti (bandiera) | P     | Kris Minton         |
|    | Stati Uniti (bandiera) | D     | Christian Ramirez   |
|    | Stati Uniti (bandiera) | P     | James Rammelsberg   |
|    | Messico (bandiera)     | C     | Oscar Reyes-Zarate  |
|    | Stati Uniti (bandiera) | D     | Jorge Reyes         |
|    | Stati Uniti (bandiera) | P     | Joe Scacchetti      |
|    | Stati Uniti (bandiera) | C     | A. J. Soares        |
|    | Stati Uniti (bandiera) | C     | Cameron Valentine   |

## Allenatori
- Erik Kirsc (2001)
- Tom Poltl (2002-2004)
- Nick Theslof (2005-2006)
- Jon Spencer (2007-2012)

## Palmarès
- USL PDL Western Conference: 2006
- USL PDL Regular Season: 2005
- USL PDL Western Conference: 2005
- USL PDL Southwest Division: 2005
- USL PDL Southwest Division: 2004
- USL PDL Western Conference: 2003
- USL PDL Southwest Division: 2001

## Stadi utilizzati dai Blue Star
- Stadio presso la UC Irvine di Irvine (California) (2003 e 2005)
- StadiO presso la Sage Hill High School di Newport Coast (California) (per due incontri nel 2003)
- Home Depot Center di Carson (California) (2004)
- Stadio presso l'Orange Coast College di Costa Mesa (California) (2006)
- Stadio presso la Concordia University di Irvine (California) (2007-oggi)